# 황필구
황필구(黃滭九, 1916년 ~ 1985년)는 대한민국 출신의 비전향장기수이다.

## 생애
전라북도 고창군의 평해(平海) 황씨 집성촌에서 태어났다. 익산농림학교를 졸업하고 일본 주오 대학에서 법학을 전공했다. 대학 졸업 후 당시 함경남도 원산(현 조선민주주의인민공화국 강원도 원산시)에서 검사로 일했다. 한국 전쟁이 끝난 뒤 공작원으로 남파됐다가 체포됐다. 끝까지 전향하지 않다가 체포된 지 26년 만인 1985년 12월 대전교도소에서 환기통 철창에 목을 매 자살했다. 숨진 뒤 고향인 고창군 성내면에 묻혔다.

## 가족
- 아버지 : 황찬익(黃贊益)
  - 형님 : 황한구(黃漢九)
    - 조카 : 황병석(黃炳奭)

  - 동생 : 황낙구(黃洛九)
    - 장남 : 황병순(黃炳舜, 1942년생)
    - 장녀 : 황희숙(黃姬淑)

## 기타
- 조선민주주의인민공화국의 군인이자 정치서열 2인자인 황병서의 아버지라는 설이 제기됐다.[1]